# Edaganasalai
Edaganasalai là một thị xã panchayat của quận Salem thuộc bang Tamil Nadu, Ấn Độ.

## Nhân khẩu
Theo điều tra dân số năm 2001 của Ấn Độ, Edaganasalai có dân số 29.593 người. Phái nam chiếm 54% tổng số dân và phái nữ chiếm 46%. Edaganasalai có tỷ lệ 50% biết đọc biết viết, thấp hơn tỷ lệ trung bình toàn quốc là 59,5%: tỷ lệ cho phái nam là 59%, và tỷ lệ cho phái nữ là 39%. Tại Edaganasalai, 12% dân số nhỏ hơn 6 tuổi.